# Улица Академика Бочвара
У́лица Акаде́мика Бо́чвара  (до 1985 года — Ма́лая Щу́кинская у́лица) — улица в Северо-Западном административном округе города Москвы на территории района Щукино. Расположена между улицей Маршала Василевского и Живописной улицей. Нумерация домов ведётся от улицы Маршала Василевского.

## Происхождение названия
Переименована 19 июня 1985 года в честь академика А. А. Бочвара (1902—1984) — металловеда, дважды Героя Социалистического Труда. Ранее носила название Малая Щукинская улица, которое получила в 1958 году по находившейся в этой местности деревне Щукино.

## Здания и сооружения
По чётной стороне:
- № 2 — жилой дом. Здесь жил биохимик Ю. Ф. Удалов[3]. В доме располагается библиотека № 45
- № 2к2 — Московский технологический колледж имени И. А. Лихачёва. Первоначально — техническое училище № 21, открытое в 1958 году. Готовило автокрановщиков, автокомпрессовщиков, слесарей по ремонтуоборудования, электрогазосварщиков. Первоначальный адрес здания — Щукинская улица, 26[4].

## Транспорт
По улице проходит автобус 100.